# Artur (football, 1990)
Pour les articles homonymes, voir Artur et Vieira.
Artur Jesus Vieira dit Artur né le 11 juin 1990 à Rio de Janeiro, est un footballeur brésilien. Il évolue au poste de défenseur central au Goiás EC.

## Carrière
Artur est prêté à l'América FC au début de l'année 2016.

## Statistiques
| Saison                | Club                  | Championnat           | Championnat | Championnat | Coupe(s) nationale(s) | Coupe(s) nationale(s) | Championnat d'État | Championnat d'État | Total | Total |
| Saison                | Club                  | Division              | M.          | B.          | M.                    | B.                    | M.                 | B.                 | M.    | B.    |
| 2013                  | AC Goianiense         | Serie B               | 23          | 0           | 3                     | 0                     | 13                 | 0                  | 39    | 0     |
| 2014                  | AC Goianiense         | Serie B               | 25          | 1           | 3                     | 0                     | 12                 | 0                  | 40    | 1     |
| Sous-total            | Sous-total            | Sous-total            | 48          | 1           | 6                     | 0                     | 25                 | 0                  | 79    | 1     |
| 2015                  | Fluminense FC         | Serie A               | 1           | 0           | 0                     | 0                     | 0                  | 0                  | 1     | 0     |
| 2016                  | América FC (prêt)     | Serie A               | 9           | 0           | 2                     | 0                     | 5                  | 0                  | 16    | 0     |
| 2016                  | Goiás EC (prêt)       | Serie B               | 0           | 0           | 0                     | 0                     | -                  | -                  | 0     | 0     |
| Sous-total            | Sous-total            | Sous-total            | 10          | 0           | 2                     | 0                     | 5                  | 0                  | 17    | 0     |
| Total sur la carrière | Total sur la carrière | Total sur la carrière | 58          | 1           | 8                     | 0                     | 30                 | 0                  | 96    | 1     |

## Palmarès
Il remporte le championnat du Goiás en 2013 et 2014 avec l'Atlético Clube Goianiense.